# 陶喆
陶 喆（タオ・ジャー、Táo Zhé、デヴィッド・タオ、David Tao、1969年7月11日-）は台湾の男性歌手。台湾を代表するR&B歌手として、高い人気を誇っている。クリスチャンである。

## 特徴
- デビュー作～3作目のアルバムには、各一曲ずつ中国の「老歌（懐メロ）」のリメイクカバーを収録しており、R&Bテイストの中に華人としてのアイデンティティを感じさせる作風である。
- ロサンゼルスに在住しており、2001年のアメリカ同時多発テロ事件以降は、反戦を示唆するメッセージ性の強い楽曲を多く発表している。

## 経歴
1969年7月11日、香港にて生まれた。両親は台湾の有名芸能人・陶大偉（父）と京劇役者・王復蓉（母）という芸能一家である。
幼少より台湾のアメリカンスクールに通い、高校時からはアメリカに生活の場を移し、UCLAにて心理学・映画理論を修士修了。大学時代に音楽的才能を見出され、当初は作詞・作曲家として活動を開始し、L.A.BOYZや陳淑樺、カレン・モクなどに曲を提供した。その後台湾のプロデューサー、王治平に芸能の道を勧められ、歌手デビューへと至った。デビュー前は、ロサンゼルス警察やセールスマンなど、様々な職を経験したという。
1997年12月、ソロで本格的な歌手活動を開始し、現在に至る。

## その他
- 自身も台湾にルーツを持つ一青窈は、彼のデビュー時からの熱烈なファンで、彼がカバーした「望春風」を台湾のキリンビールのコマーシャルでさらにカバーしている。

## ディスコグラフィー
- 陶喆（1997年）
- I'm OK（1999年）
- 黒色柳丁（2002年）
- 楽之路1997-2003（2003年）
- 太平盛世（2005年）
- 太美麗（2006年）
- 69楽章（2009年）
- 再見你好嗎（2013年）
- STUPID POP SONGS（2025年）